# سوها
سوها هي قرية في مقاطعة نمين، إيران. عدد سكان هذه القرية هو 1,783 في سنة 2006.